# Falköping
Falköping è una città della Svezia capoluogo dell'omonimo comune, conta 15.824 abitanti e si trova nella contea di Västra Götaland.

## Geografia fisica
La città si trova dove la linea ferroviaria occidentale (Västra Stambanan) tra Stoccolma e Göteborg incontra la linea ferroviaria da Nässjö, via Jönköping, per Falköping. La città non è mai stato un centro industriale importante, assumendo la funzione di centro servizi per il territorio rurale circostante, noto come Falbygden, ora incluso nel territorio del comune di Falköping.

## Storia
La città di Falköping emerse per importanza nel corso del XV secolo, ma già nel XII secolo era un'importante meta di pellegrinaggio per la sua la chiesa dedicata a Sant'Olaf (Sankt Olof). La città perse progressivamente di importanza durante il XVI secolo e fu rasa al suolo dai danesi danese durante la Guerra nordica dei sette anni, tuttavia la città sopravvisse come una delle più piccole città del regno.

## Amministrazione

### Gemellaggi
- Hobro, dal 1949
- Lier, dal 1951
- Kokemäki, dal 1947
- Sigulda, dal 1991
- Fontanellato, dal 2004

## Galleria d'immagini

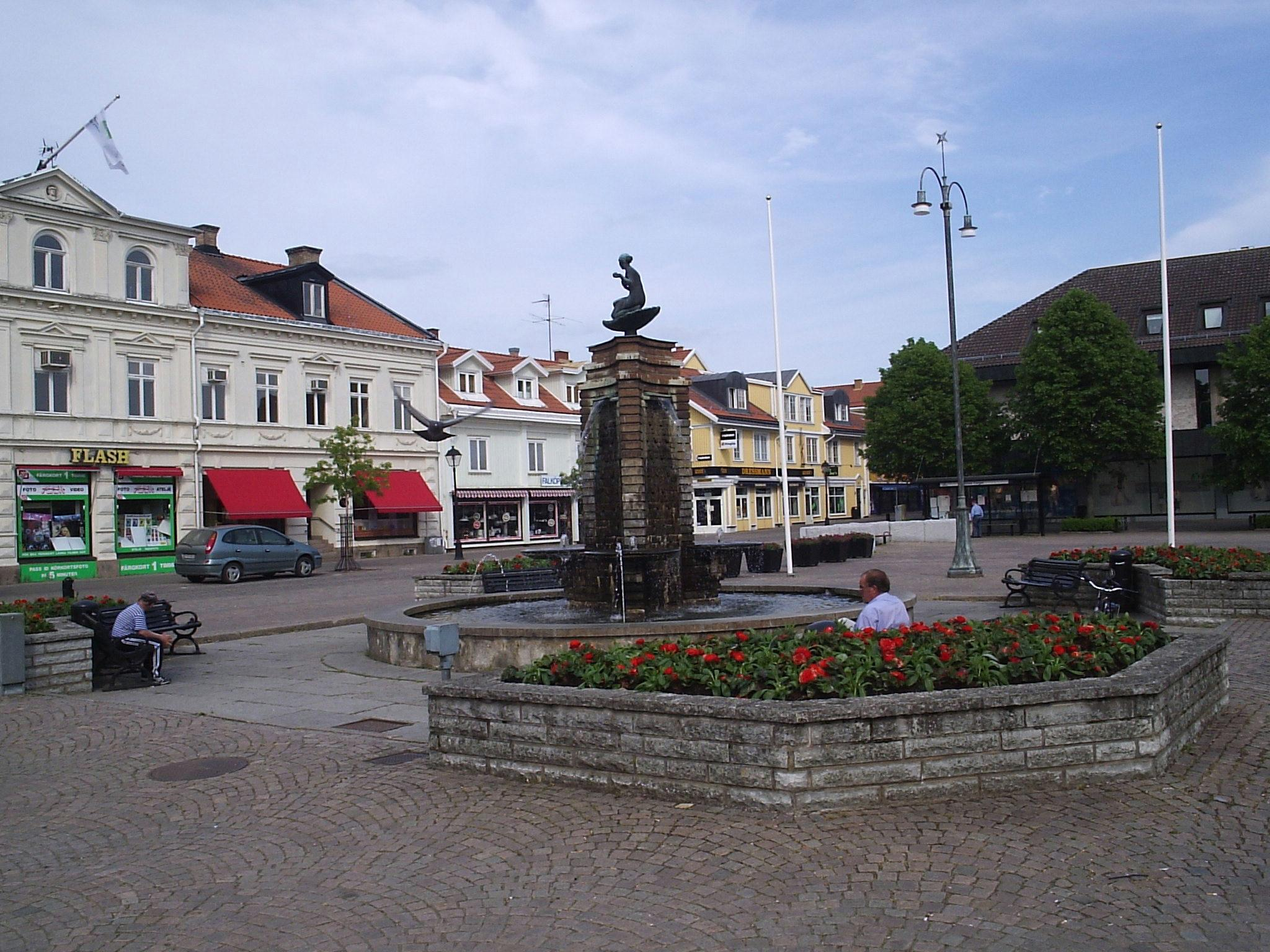
Stora Torget, principale piazza cittadina
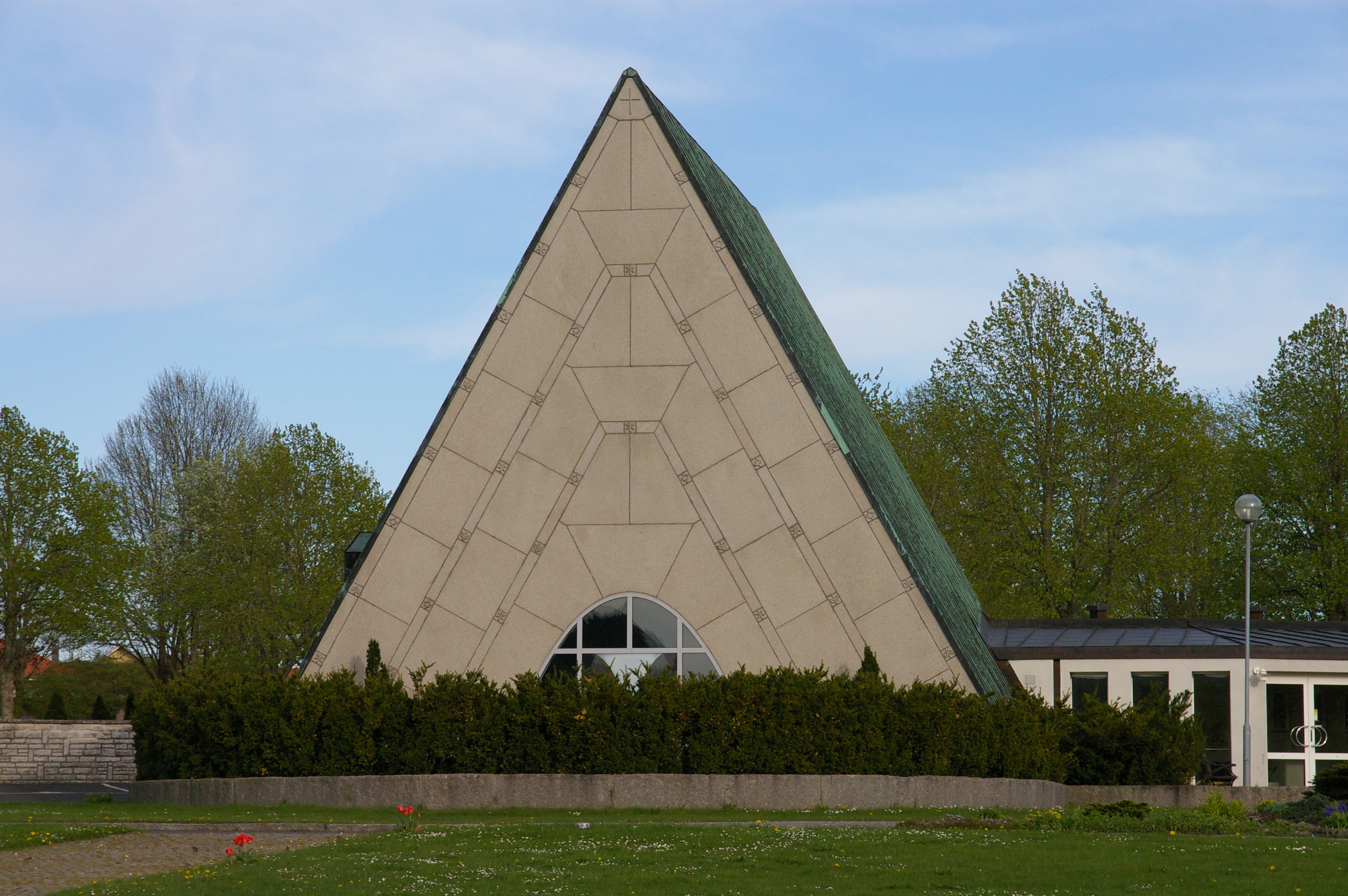
Locale cappella della resurrezione
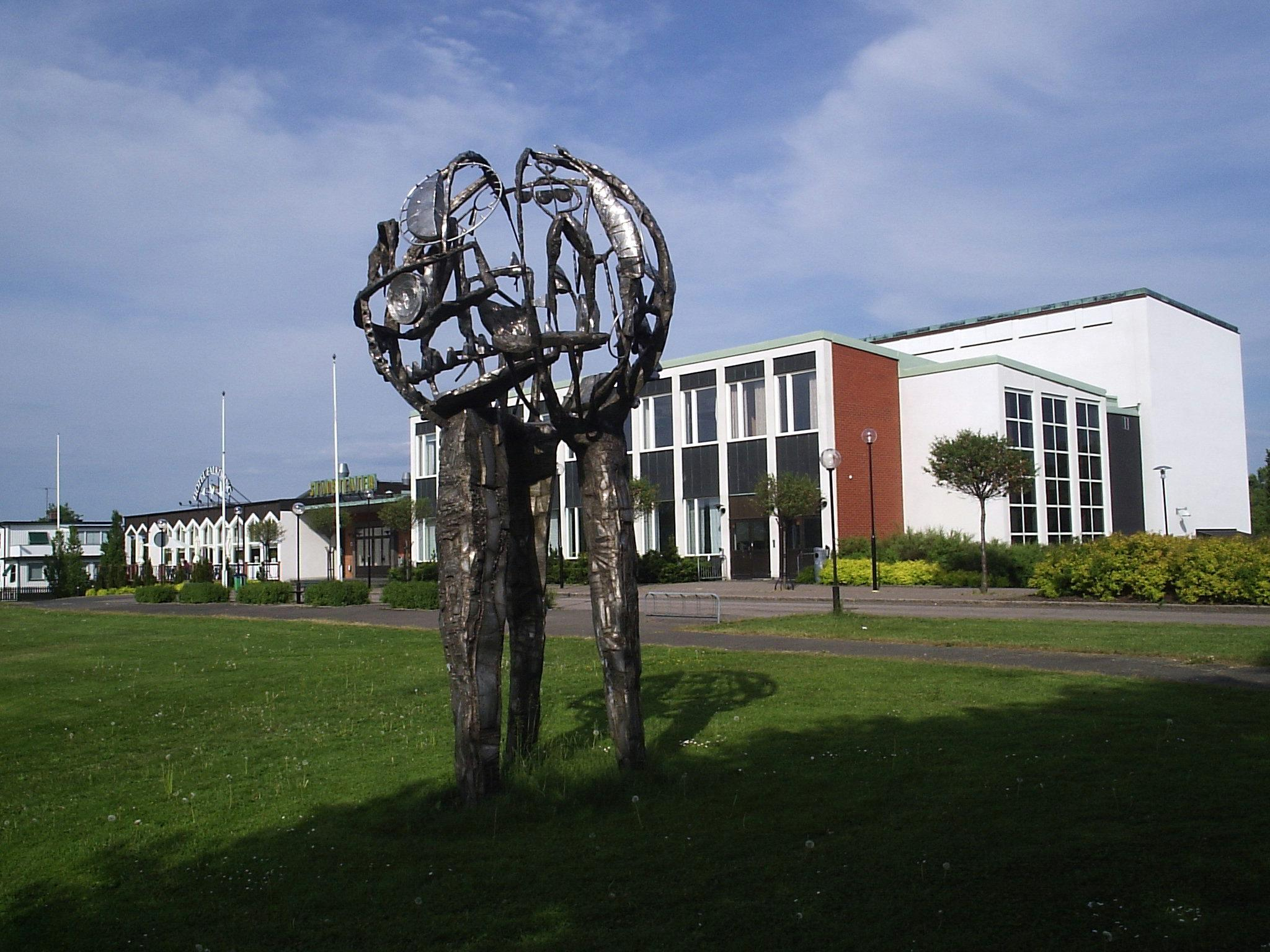
Piazza antistante il teatro cittadino con una scultura di Palle Pernevi